# Преображенка (Ачинский район)
Преображе́нка — село в Ачинском районе Красноярского края России. Административный центр Преображенского сельсовета.

## География
Село находится на левом берегу реки Игинка, на расстоянии примерно 4 км к северо-востоку от города Ачинск, административного центра района. Абсолютная высота — 234 м над уровнем моря.

## Население
| 1989 | 2002 | 2010 |
| ---- | ---- | ---- |
| 525  | ↗645 | ↘594 |

### Гендерный состав
По данным Всероссийской переписи населения 2010 года, в селе проживало 594 человека (283 мужчины и 311 женщин).

## Улицы
| - ул. Берёзовая, - ул. Восточная, - ул. Лесная, - ул. Молодёжная, | - ул. Новая, - ул. Сельская, - ул. Сиреневая, - ул. Солнечная, | - ул. Цветочная, - ул. Центральная, - ул. Школьная, - ул. Южная. |